# 白斑光裸頭魚
白斑光裸頭魚（學名：Erilepis zonifer）為光裸頭魚屬的唯一物種，屬鱸形目裸蓋魚科，過去曾被歸類為六線魚科的其中一種，為深海魚類，分布於北太平洋日本至美國加州海域，棲息深度0-680公尺，體長可達183公分，成魚棲息在岩石底層水域，生活習性不明，為商業性食用魚、遊釣魚及觀賞魚。

## 擴展閱讀
- 維基物種上的相關：白斑光裸頭魚